# Lista pierwszych kosmonautów według obywatelstwa

Mapa krajów, których co najmniej jeden obywatel odbył lot kosmiczny.

Poniższa lista zawiera nazwiska pierwszych astronautów z danego kraju, którzy odbyli lot kosmiczny (pod uwagę brane jest obywatelstwo posiadane w czasie trwania misji), a także datę startu; lista uszeregowana jest chronologicznie. Do października 2023 r. w kosmos polecieli przedstawiciele 46 państw.

## Lista chronologiczna
Wszystkie daty podane są według czasu uniwersalnego (UTC).
| Nr        | Państwo                      | Astronauta                             | Lot               | Data                 |
| --------- | ---------------------------- | -------------------------------------- | ----------------- | -------------------- |
| 1961–1970 |                              |                                        |                   |                      |
| 1         | ZSRR                         | Jurij Gagarin                          | Wostok 1          | 12 kwietnia 1961     |
| 2         | Stany Zjednoczone            | Alan Shepard                           | MR-3              | 5 maja 1961          |
| 1971–1980 |                              |                                        |                   |                      |
| 3         | Czechosłowacja               | Vladimír Remek                         | Sojuz 28          | 2 marca 1978         |
| 4         | Polska                       | Mirosław Hermaszewski                  | Sojuz 30          | 27 czerwca 1978      |
| 5         | NRD                          | Sigmund Jähn                           | Sojuz 31          | 26 sierpnia 1978     |
| 6         | Bułgaria                     | Georgi Iwanow                          | Sojuz 33          | 10 kwietnia 1979     |
| 7         | Węgry                        | Bertalan Farkas                        | Sojuz 36          | 26 maja 1980         |
| 8         | Wietnam                      | Phạm Tuân                              | Sojuz 37          | 23 lipca 1980        |
| 9         | Kuba                         | Arnaldo Tamayo Méndez                  | Sojuz 38          | 18 września 1980     |
| 1981–1990 |                              |                                        |                   |                      |
| 10        | Mongolia                     | Dżügderdemidijn Gürragczaa             | Sojuz 39          | 22 marca 1981        |
| 11        | Rumunia                      | Dumitru Prunariu                       | Sojuz 40          | 14 maja 1981         |
| 12        | Francja                      | Jean-Loup Chrétien                     | Sojuz T-6         | 24 czerwca 1982      |
| 13        | Niemcy Zachodnie             | Ulf Merbold                            | STS-9             | 28 listopada 1983    |
| 14        | Indie                        | Rakesh Sharma                          | Sojuz T-11        | 3 kwietnia 1984      |
| 15        | Kanada                       | Marc Garneau                           | STS-41-G          | 5 października 1984  |
| 16        | Arabia Saudyjska             | Sultan al-Saud                         | STS-51-G          | 17 czerwca 1985      |
| 17        | Holandia                     | Wubbo Ockels                           | STS-61-A          | 30 października 1985 |
| 18        | Meksyk                       | Rodolfo Neri Vela                      | STS-61-B          | 26 listopada 1985    |
| 19        | Syria                        | Muhammed Faris                         | Sojuz TM-3        | 22 lipca 1987        |
| 20        | Afganistan                   | Abdulahad Momand                       | Sojuz TM-6        | 29 sierpnia 1988     |
| 21        | Japonia                      | Toyohiro Akiyama                       | Sojuz TM-11       | 2 grudnia 1990       |
| 1991–2000 |                              |                                        |                   |                      |
| 22        | Wielka Brytania              | Helen Sharman                          | Sojuz TM-12       | 18 maja 1991         |
| 23        | Austria                      | Franz Viehböck                         | Sojuz TM-13       | 2 października 1991  |
| 24        | Rosja                        | Aleksandr Kaleri Aleksandr Wiktorienko | Sojuz TM-14       | 17 marca 1992        |
| 25        | Belgia                       | Dirk Frimout                           | STS-45            | 24 marca 1992        |
| 26        | Włochy                       | Franco Malerba                         | STS-46            | 31 lipca 1992        |
| 26        | Szwajcaria                   | Claude Nicollier                       | STS-46            | 31 lipca 1992        |
| 27        | Ukraina                      | Łeonid Kadeniuk                        | STS-87            | 19 listopada 1997    |
| 28        | Hiszpania                    | Pedro Duque                            | STS-95            | 29 października 1998 |
| 29        | Słowacja                     | Ivan Bella                             | Sojuz TM-29       | 20 lutego 1999       |
| 2001–2010 |                              |                                        |                   |                      |
| 30        | Południowa Afryka            | Mark Shuttleworth                      | Sojuz TM-34       | 25 kwietnia 2002     |
| 31        | Izrael                       | Ilan Ramon                             | STS-107           | 16 stycznia 2003     |
| 32        | Chiny                        | Yang Liwei                             | Shenzhou 5        | 15 października 2003 |
| 33        | Brazylia                     | Marcos Pontes                          | Sojuz TMA-8       | 30 marca 2006        |
| 34        | Iran                         | Anousheh Ansari                        | Sojuz TMA-9       | 18 września 2006     |
| 35        | Szwecja                      | Christer Fuglesang                     | STS-116           | 10 grudnia 2006      |
| 36        | Malezja                      | Sheikh Muszaphar Shukor                | Sojuz TMA-11      | 10 października 2007 |
| 37        | Korea Południowa             | Yi So-yeon                             | Sojuz TMA-12      | 8 kwietnia 2008      |
| 2011–2020 |                              |                                        |                   |                      |
| 38        | Dania                        | Andreas Mogensen                       | Sojuz TMA-18M     | 2 września 2015      |
| 38        | Kazachstan                   | Ajdyn Aimbetow                         | Sojuz TMA-18M     | 2 września 2015      |
| 39        | Zjednoczone Emiraty Arabskie | Hazza Al Mansouri                      | Sojuz MS-15       | 25 września 2019     |
| 2021–2030 |                              |                                        |                   |                      |
| 40        | Australia                    | Chris Boshuizen                        | Blue Origin NS-18 | 13 października 2021 |
| 41        | Portugalia                   | Mário Ferreira                         | Blue Origin NS-22 | 4 sierpnia 2022      |
| 41        | Egipt                        | Sara Sabry                             | Blue Origin NS-22 | 4 sierpnia 2022      |
| 42        | Antigua i Barbuda            | Anastatia Mayers Keisha Schahaff       | Galactic 02       | 10 sierpnia 2023     |
| 43        | Pakistan                     | Namira Salim                           | Galactic 04       | 6 października 2023  |
| 44        | Turcja                       | Alper Gezeravcı                        | Axiom Mission 3   | 18 stycznia 2024     |
| 45        | Białoruś                     | Maryna Wasileuskaja                    | Sojuz MS-25       | 23 marca 2024        |
| 46        | Malta / Saint Kitts i Nevis  | Chun Wang                              | Fram2             | 1 kwietnia 2025      |
| 46        | Norwegia                     | Jannicke Mikkelsen                     | Fram2             | 1 kwietnia 2025      |
| 47        | Bahamy                       | Aisha Bowe                             | Blue Origin NS-31 | 14 kwietnia 2025     |
| 48        | Nowa Zelandia                | Mark Rocket                            | Blue Origin NS-32 | 31 maja 2025         |
| 48        | Panama                       | Jaime Alemán Healy                     | Blue Origin NS-32 | 31 maja 2025         |
| 49        | Nigeria                      | Owolabi Salis                          | Blue Origin NS-33 | 29 czerwca 2025      |

## Inne fakty
W niektórych przypadkach można mówić o podwójnym obywatelstwie astronautów odbywających swój pierwszy lot kosmiczny. Zatem, w zależności od przyjętego kryterium, powyższa lista może ulegać zmianie:
- Paul Scully-Power(inne języki) urodził się w Australii, lecz poleciał w kosmos już jako obywatel Stanów Zjednoczonych (5 października 1984).
- Taylor Gun-Jin Wang urodził się w Chińskiej Republice Ludowej w chińskiej rodzinie, lecz poleciał w kosmos już jako obywatel Stanów Zjednoczonych (29 kwietnia 1985).
- Patrick Baudry urodził się we francuskiej części Kamerunu (obecnie Kamerun), lecz w kosmos poleciał już jako obywatel Francji (17 czerwca 1985).
- Shannon Lucid urodziła się w Chinach w amerykańskiej rodzinie (rodzice pochodzenia europejskiego), lecz poleciała w kosmos jako obywatelka Stanów Zjednoczonych (17 czerwca 1985).
- Franklin Chang-Díaz urodził się w Kostaryce, ale w kosmos poleciał już jako obywatel Stanów Zjednoczonych (12 stycznia 1986).
- Andy Thomas urodził się w Australii, lecz poleciał w kosmos już jako obywatel Stanów Zjednoczonych (19 maja 1996).
- John Herrington został pierwszym rdzennym Amerykaninem (plemię Czikasawów – ang. Chickasaw), który poleciał w kosmos (24 listopada 2002)[g][g].